# 문병우
문병우 (한국 한자: 文炳祐, 1986년 5월 3일~ )는 대한민국의 축구 선수이다.

## 선수 경력
문병우는 2008년 11월 18일에 우선지명 선수 16명 중의 하나로 지명되어 강원 FC에 입단하였다.
문병우의 프로 첫 경기는 2009년 4월 8일에 펼쳐진 대구 FC와의 리그컵 경기였는데 교체 출장으로 프로 첫 경기를 치렀다. 2010년부터 내셔널리그의 인천 코레일에서 활동하고 있다.
2013년 강원 FC로 이적하였다.

## 수상

### 팀
명지대학교
- 전국춘계1,2학년대학축구대회 우승 1회 (2005)